# Abraham Jacob van der Aa
Abraham Jacob van der Aa (Amsterdam, 7 december 1792 – Gorinchem, 21 maart 1857) was een Nederlandse letterkundige en lexicograaf, die voornamelijk bekend is geworden door zijn Aardrijkskundig Woordenboek der Nederlanden en door zijn Biographisch Woordenboek der Nederlanden.

## Levensloop
Hij was een zoon van de jurist en schrijver Pierre Jean Baptiste Charles van der Aa (1770-1812) en Francinca Adriana Bartha van Peene . Zijn oudere broer was de jurist en auteur Christianus Petrus Eliza Robidé van der Aa (1791-1851). Van der Aa was geboren in Amsterdam maar groeide op in Nieuwer-Amstel, het huidige Amstelveen, waar zijn vader gemeentesecretaris was. Na zes jaar op de dagschool te Amstelveen volgde vanaf zijn twaalfde jaar een onrustige tijd. Na de kostschool in Alphen, thuisonderwijs in Utrecht, de Latijnse school, het seminarium te Lingen en als leerling in een apotheek, ging hij in 1810 medicijnen studeren aan de Leidse Universiteit.
In 1812 brak hij, gedwongen door het overlijden van zijn vader, zijn studie af en ging in de verplichte legerdienst, de zogenaamde conscriptie. Hij koos voor de zeedienst en kwam terecht op een nieuw fregat van de onder Frans bevel staande marine, dat op zijn eerste tocht door de Engelsen werd overmeesterd. Na twee maanden krijgsgevangenschap in Engeland sloot hij zich aan bij de aldaar in ballingschap verblijvende Prins van Oranje. Hij was nog te jong om als soldaat te dienen en werd daarom tamboer bij de infanterie. In 1814 nam hij deel aan een veldtocht tegen Napoleon en was betrokken bij de Slag bij Waterloo.
Na 1817 werd hij boekhandelaar te Leuven; twee jaren later verwisselde hij dat hem onbekende vak met het onderwijs. Vervolgens was hij van 1825 tot de Belgische Revolutie van 1830 werkzaam als particulier secretaris van de Antwerpse auditeur-militair. Hij vluchtte vanwege de opstand naar Breda, waar hij tot 1839 in dienst kwam bij de gouverneur van de vesting. Van daaruit maakte hij menig gevaarlijke tocht naar het afgescheiden gebied.
Van der Aa was redacteur van de Zuid- en Noord-Hollandsche Volksalmanak en leverde talrijke bijdragen in het Letterlievend maandschrift, Vaderlandsche Letteroefeningen, Vriend des Vaderlands, Algemeene Konst- en Letterbode, Maria en Martha, Astrea, Globe, en de De Navorscher. Op zijn ziekbed schreef hij het Levensbericht van A.C. Schenk voor de handelingen van de Maatschappij der Nederlandse Letterkunde over het jaar 1857.
Sedert 1841 woonde hij te Gorinchem, waar zijn Aardrijkskundig Woordenboek verscheen. Hij overleed daar op 21 maart 1857.

## Werk
Zijn bekendste werken zijn:
- het Aardrijkskundig Woordenboek, bestaande uit veertien delen en dat tussen 1839 en 1851 gepubliceerd werd door de uitgeverij van Jacobus Noorduyn te Gorinchem.
- het Biographisch Woordenboek der Nederlanden, in 21 delen en een bijvoegsel, verschenen tussen 1852 en 1878,bij J.J. van Brederode te Haarlem.

Van der Aa was niet kritisch, hij gaf een compilatie van de stand van zaken zoals die in de vorige eeuwen gegroeid was.

## Publicaties
- Aardrijkskundig Woordenboek van Noord-Brabant (Breda, 1832);
- Herinneringen uit het gebied der geschiedenis (Amsterdam 1835);
- Nieuwe herinneringen (Amsterdam 1837);
- Geschied- en aardrijkskundige beschrijving van het koninkrijk der Nederlanden en het groothertogdom Luxemburg (Gorinchem 1841);
- Nieuw biographisch, anthologisch en critisch woordenboek van Nederlandsche dichters (Amsterdam 1844-1846);
- Geschiedkundig beschrijving van Breda (Gorinchem 1845);
- Nederlandsch Oost-Indië (Amsterdam en Breda 1846-'57), 4 delen;
- Beschrijving van den Krimpener en den Loopikerwaard, Schoonh. 1847;
- Nederland, handboekje voor reizigers, Amsterdam 1849;
- Lotgevallen van Willem Heenvliet, Amsterdam 1851;
- Biographisch Woordenboek. der Nederlanden, Haarlem 1852-'78;
- Beknopt Aardrijkskundig Woordenboek der Nederlanden, Gorinchem 1851-'54;
- Bloemlezing uit [Van Effen's] Spectator, in Klassiek en Letterkundig Pantheon 1855, 2 delen;
- Parelen uit de lettervruchten van Nederl. dichteressen, Amsterdam 1856;
- Ons Vaderland en zijne bewoners, Amsterdam 1855-'57.